# Id Software
id Software är ett amerikanskt datorspelsföretag baserat i Mesquite i Texas. Företaget grundades i februari 1991 av Adrian Carmack, John Carmack, Tom Hall och John Romero. id Software har utvecklat ett flertal väldigt populära FPS-titlar som varit tekniskt och grafiskt avancerade för sin tid (till exempel Doom- och Quake-serien), och är ett inflytelserikt och respekterat datorspelsföretag. Företagets spelmotorer är dessutom mycket populära i sig, och licensieras ofta ut till andra spelutvecklare.
Den 24 juni 2009 köpte ZeniMax Media företaget. Den 21 september 2020 meddelade Microsoft att företaget köper ZiniMax Media och därmed också id Software.

## Spel utvecklade av id Software
- Dangerous Dave (1988)[nb 1]
- Commander Keen
  - Episode 1: Marooned on Mars (1990)
  - Episode 2: The Earth Explodes (1991)
  - Episode 3: Keen Must Die (1991)
  - Keen Dreams (1991)
  - Episode 4: Secret of the Oracle (1991)
  - Episode 5: The Armageddon Machine (1991)
  - Episode 6: Aliens Ate My Baby Sitter (1991)
- Dangerous Dave in the Haunted Mansion (1991)
- Rescue Rover (1991)
- Rescue Rover 2 (1991)
- Shadow Knights (1991)
- Hovertank 3D (1991)
- Catacomb 3D: A New Dimension (1991)[nb 2]
- Wolfenstein 3D (1992)
  - Spear of Destiny (1992)
- Doom (1993)
  - The Ultimate Doom (1995)[4]
- Doom II: Hell on Earth (1994)
  - Master Levels for Doom II (1995)
  - Final Doom (1996)
- Quake (1996)
- Id Anthology (1996)[nb 3]
- Quake II (1997)
- Quake III Arena (1999)
  - Quake III: Team Arena (2000)
- Doom 3 (2004)
- Wolfenstein 3D Classic (2009)[5]
- Doom Classic (2009)[6]
- Quake Live (2010)
- Rage HD (2010)[7]
- Rage (2011)
- Doom 3 BFG Edition (2012)
- Doom (2016)
- Rage 2 (2019)
- Doom Eternal (2020)
- Doom: The Dark Ages (2025)

### Spel utvecklade av externa spelutvecklare
- Heretic – Raven Software (1994)
- Hexen – Raven Software (1995)
- Doom 64 – Midway Games (1997)
- Hexen II – Raven Software (1997)
- Towers of Darkness: Heretic, Hexen & Beyond[nb 4] (1997)[8]
- Expansionspaket till Quake
  - Scourge of Armagon – Ritual Entertainment (1997)
  - Dissolution of Eternity – Rogue Entertainment (1997)
  - Quake: The Offering[nb 5] (1998)[9]
- Expansionspaket till Quake II
  - The Reckoning – Gray Matter Interactive (1998)
  - Ground Zero – Rogue Entertainment (1998)
  - Quake II: Quad Damage[nb 6] (1999)[10]
- Return to Castle Wolfenstein – Gray Matter Interactive, Nerve Software (multiplayer) (2001)
- Wolfenstein: Enemy Territory – Splash Damage (2003)
- Doom 3: Resurrection of Evil – Nerve Software (2005)
- Quake 4 – Raven Software (2005)
- Doom RPG – Fountainhead Entertainment (2005)
- Orcs & Elves – Fountainhead Entertainment (2006)
- Enemy Territory: Quake Wars – Splash Damage (2007)
- Wolfenstein RPG – Electronic Arts (2008)
- Doom Resurrection – Escalation Studios (2009)
- Wolfenstein – Raven Software (2009)
- Wolfenstein: The New Order – Machinegames (2014)
- Wolfenstein 2: The New Colossus – Machinegames (2017)